# Río Fardes
Der Río Fardes ist ein Fluss in der Provinz Granada in Andalusien, Spanien.
Nach dem Zusammenfluss von Río Guardal wird er zum Río Guadiana Menor. Der Fluss gehört zum Einzugsgebiet des Guadalquivir. Während seines Verlaufs wird der Fluss bis Purullena von der A92 begleitet.
Der Fluss entspringt in der Sierra de Huétor (Provinz Granada) in der Gemeinde Huétor Santillán. In seinem Verlauf ist das Embalse de Abellán. Nach Mündung des Río Alhama und des Río Guadix und der Mündung in den Guadiana Menor fließt der Fluss in den Embalse del Negratín.